# Mraznice
Mraznice (znanstveno ime Armillaria) so rod gliv iz družine širokolistark (Physalacriaceae).

## Značilnosti
Mraznice so rod gliv, ki rastejo v šopih na živih drevesih in olesenelih grmovnicah, ter na odmrlem lesu in štorih, od kjer izvira njihovo domače ime štorovke. Njihovi klobučki so običajno rumeno-rjavi, ko so vlažno so nekoliko lepljivi in se lahko glede na starost razlikujejo po obliki od stožčaste do izbočene. Ponavadi imajo na betu obroček. Trosni prah je bele brave in v dnišču nimajo ostanka ovojnice. Micelj mraznic v gostitelju tvori značilne črne micelijske vrvice — rizomorfe.
Mraznice so dolgožive in tvorijo največje živeče glive na svetu. Največji znani organizem vrste črnomekinasta mraznica (Armillaria ostoyae) pokriva več kot 8,8 km2 v nacionalnem gozdu Malheur v Oregonu in njegova starost je ocenjena na 2500 let.
Mraznice so lahko uničujoč gozdni patogen, ker kot parazit napadajo tudi živa drevesa. Ker je fakultativni saprofit, se lahko hrani tudi z mrtvim rastlinskim materialom, kar jim omogoča, da ubijejo svojega gostitelja, za razliko od zajedavcev, ki umirjajo svojo rast, da bi preprečili prezgodnjo smrt gostitelja.
Nekatere vrste so bioluminiscentne.

## Seznam mraznic Slovenije[6]
- severnjaška mraznica (Armillaria borealis)
- čebulasta mraznica (Armillaria cepistipes)
- rumenovenčna mraznica (Armillaria gallica)
- sivorumena mraznica (Armillaria mellea)
- črnomekinasta mraznica (Armillaria ostoyae)